# Piet Visser (schrijver)
Pieter (Piet) Visser (Oudkarspel, 15 maart 1867 – Anna Paulowna, 19 december 1929) was een Nederlandse onderwijzer en schrijver van historische verhalen. Hij publiceerde onder de naam P. Visser.
Veel van Vissers boeken werden uitgegeven bij Kluitman te Alkmaar.
Visser overleed in 1929. Hij ligt begraven op de algemene begraafplaats in Anna Paulowna. Op zijn grafsteen staat onder zijn naam "onderw. en letterk."

## Bibliografie

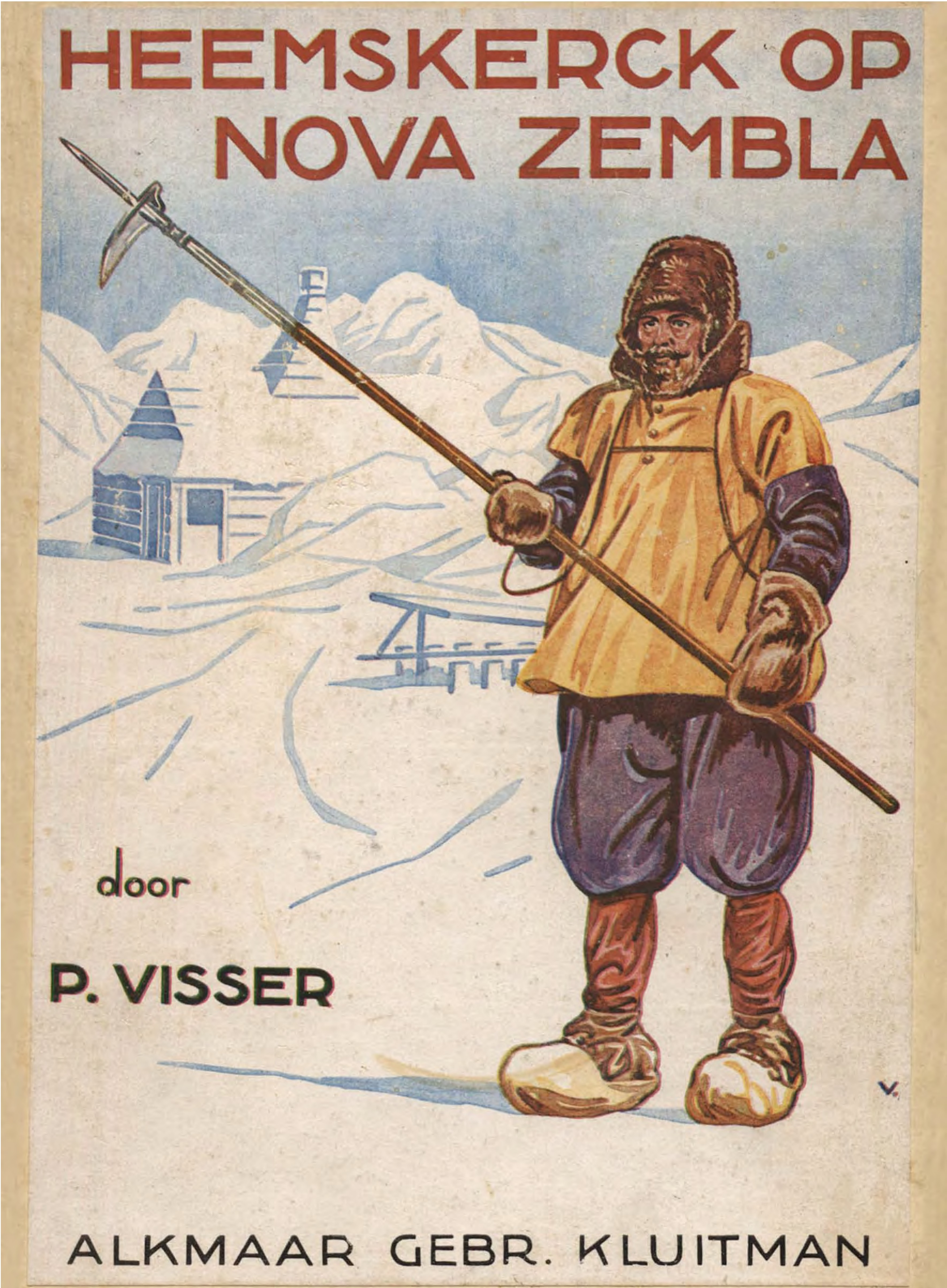
Heemskerck op Nova Zembla